# Delta Volley Porto Viro 2022-2023
Questa voce raccoglie le informazioni riguardanti il Delta Volley Porto Viro nelle competizioni ufficiali della stagione 2022-2023.

## Stagione
Nella stagione 2022-23 il Delta Volley Porto Viro assume la denominazione sponsorizzata di Delta Group Porto Viro.
Partecipa per la seconda volta consecutiva al campionato di Serie A2: dopo aver chiuso la regular season al terzo posto in classifica si qualifica ai play-off promozione dove viene eliminata nei quarti di finale dall'Olimpia Bergamo.
A seguito del settimo posto in classifica al termine del girone di andata, si qualifica per la Coppa Italia di Serie A2, venendo eliminata nei quarti di finale dalla New Mater.

## Organigramma societario
Area direttiva
- Presidente: Luigi Veronese
- Direttore Generale: Gabriele Pavan
- Direttore Sportivo: Massimo Zambonin
- Team Manager: Cinzia Braghin
- Segreteria Generale: Federico Bertaglia
- Settore Giovanile: Massimo Zambonin

Area tecnica
- Allenatore: Matteo Battocchio (fino al 6 aprile 2023), Vincenzo Mastrangelo (dal 6 aprile 2023)
- Allenatore in seconda: Marcello Mattioli
- Scout Man: Davide Porporati

Area comunicazione
- Responsabile Comunicazione: Mario Caporello
- Addetto Stampa: Stefano Spano
- Social Media Manager: Mattea Tosetti

Area marketing
- Responsabile Marketing: Matteo Sperandio
- Responsabile commerciale: Enrico Zorzi

Area sanitaria
- Preparatore Atletico: Matteo Carlesso
- Medico: Alberto Marzolla
- Fisioterapista: Dario Ravagnan
- Osteopata: Enrico Boscolo, Eleonora Odorizzi

## Rosa
| N° | Nome               | Ruolo | Data di nascita  | Nazionalità sportiva |
| -- | ------------------ | ----- | ---------------- | -------------------- |
| 1  | Alex Erati         | C     | 24 giugno 1994   | Italia               |
| 2  | Enrico Zorzi       | P     | 28 maggio 1990   | Italia               |
| 3  | Davide Russo       | L     | 9 febbraio 2001  | Italia               |
| 4  | Filippo Vedovotto  | S     | 2 dicembre 1990  | Italia               |
| 7  | Felice Sette       | S     | 27 febbraio 1996 | Italia               |
| 8  | Egon Lamprecht     | L     | 10 novembre 1980 | Italia               |
| 9  | Rocco Barone       | C     | 14 dicembre 1987 | Italia               |
| 10 | Graziano Maccarone | C     | 26 agosto 1996   | Italia               |
| 11 | Fernando Garnica   | P     | 19 luglio 1980   | Italia               |
| 13 | Giacomo Bellei     | O     | 7 febbraio 1988  | Italia               |
| 14 | Marco Pierotti     | S     | 19 giugno 1996   | Italia               |
| 15 | Matteo Sperandio   | C     | 4 marzo 1992     | Italia               |
| 17 | Bartosz Krzysiek   | O     | 19 febbraio 1990 | Polonia              |
| 18 | Riccardo Iervolino | S     | 22 gennaio 2003  | Italia               |

## Mercato
| Acquisti | Acquisti           | Acquisti          | Acquisti   |
| R.       | Nome               | da                | Modalità   |
| -------- | ------------------ | ----------------- | ---------- |
| C        | Alex Erati         | Porto Robur Costa | definitivo |
| P        | Fernando Garnica   | Tricolore         | definitivo |
| S        | Riccardo Iervolino | Padova            | definitivo |
| C        | Graziano Maccarone | Alessano          | definitivo |
| S        | Marco Pierotti     | Olimpia Bergamo   | definitivo |
| L        | Davide Russo       | Callipo           | definitivo |
| S        | Felice Sette       | Libertas Brianza  | definitivo |

| Cessioni | Cessioni         | Cessioni             | Cessioni   |
| R.       | Nome             | a                    | Modalità   |
| -------- | ---------------- | -------------------- | ---------- |
| P        | Marco Fabroni    | Saturnia Acicastello | definitivo |
| S        | Andrea Gasparini | Normanna Aversa      | definitivo |
| S        | Romolo Mariano   | Tricolore            | definitivo |
| O        | Simone Marzolla  | Casarano             | definitivo |
| C        | Trent O'dea      | Canberra Heat        | definitivo |
| L        | Matteo Penzo     | ?                    | ?          |
| S        | Alberto Pol      | Porto Robur Costa    | definitivo |
| C        | Giulio Romagnoli | Garlasco             | definitivo |
| C        | Lorenzo Tiozzo   | Valsugana            | definitivo |

## Risultati

### Serie A2

#### Girone di andata
| 1ª Giornata - 8 ottobre 2022 PalaPrata, Prata di Pordenone           | Prata             | 3 - 0 | Porto Viro          | 25-22, 25-11, 25-16               |
| 2ª Giornata - 16 ottobre 2022 Palazzetto dello Sport, Porto Viro     | Porto Viro        | 3 - 2 | Atlantide Brescia   | 17-25, 25-16, 22-25, 25-22, 15-9  |
| 3ª Giornata - 20 ottobre 2022 PalaBarbazza, San Donà di Piave        | Motta             | 0 - 3 | Porto Viro          | 18-25, 22-25, 22-25               |
| 4ª Giornata - 24 ottobre 2022 Palazzetto dello Sport, Bergamo        | Olimpia Bergamo   | 3 - 0 | Porto Viro          | 25-21, 25-21, 25-18               |
| 5ª Giornata - 30 ottobre 2022 Palazzetto dello Sport, Porto Viro     | Porto Viro        | 3 - 1 | Tricolore           | 25-18, 28-30, 25-20, 27-25        |
| 6ª Giornata - 6 novembre 2022 Palazzetto dello Sport, Porto Viro     | Porto Viro        | 3 - 1 | Cuneo               | 28-26, 25-15, 19-25, 25-16        |
| 7ª Giornata - 13 novembre 2022 PalaParenti, Santa Croce sull'Arno    | Lupi Santa Croce  | 3 - 1 | Porto Viro          | 29-31, 25-22, 25-19, 25-23        |
| 8ª Giornata - 19 novembre 2022 Palazzetto dello Sport, Porto Viro    | Porto Viro        | 3 - 1 | Callipo             | 20-25, 29-27, 25-18, 25-18        |
| 9ª Giornata - 21 dicembre 2022 PalaGrotte, Castellana Grotte         | New Mater         | 3 - 1 | Porto Viro          | 27-25, 17-25, 25-16, 25-19        |
| 10ª Giornata - 4 dicembre 2022 Palazzetto dello Sport, Porto Viro    | Porto Viro        | 0 - 3 | M&G                 | 21-25, 21-25, 21-25               |
| 11ª Giornata - 8 dicembre 2022 PalaFrancescucci, Casnate con Bernate | Libertas Brianza  | 3 - 2 | Porto Viro          | 20-25, 25-19, 34-32, 26-28, 15-12 |
| 12ª Giornata - 11 dicembre 2022 Palazzetto dello Sport, Porto Viro   | Porto Viro        | 3 - 0 | Rinascita Lagonegro | 27-25, 25-23, 25-20               |
| 13ª Giornata - 18 dicembre 2022 PalaCosta, Ravenna                   | Porto Robur Costa | 0 - 3 | Porto Viro          | 22-25, 26-28, 22-25               |

#### Girone di ritorno
| 14ª Giornata - 26 dicembre 2022 Palazzetto dello Sport, Porto Viro  | Porto Viro          | 3 - 2 | Prata             | 28-30, 20-25, 27-25, 25-23, 15-13 |
| 15ª Giornata - 8 gennaio 2023 PalaSanFilippo, Brescia               | Atlantide Brescia   | 3 - 1 | Porto Viro        | 22-25, 26-24, 25-23, 25-19        |
| 16ª Giornata - 15 gennaio 2023 Palazzetto dello Sport, Porto Viro   | Porto Viro          | 3 - 2 | Motta             | 25-22, 25-15, 21-25, 21-25, 15-11 |
| 17ª Giornata - 22 gennaio 2023 Palazzetto dello Sport, Porto Viro   | Porto Viro          | 3 - 0 | Olimpia Bergamo   | 25-22, 25-21, 25-23               |
| 18ª Giornata - 29 gennaio 2023 PalaBigi, Reggio nell'Emilia         | Tricolore           | 0 - 3 | Porto Viro        | 18-25, 22-25, 20-25               |
| 19ª Giornata - 12 febbraio 2023 PalaCastagnaretta, Cuneo            | Cuneo               | 3 - 0 | Porto Viro        | 25-15, 25-16, 25-22               |
| 20ª Giornata - 19 febbraio 2023 Palazzetto dello Sport, Porto Viro  | Porto Viro          | 3 - 0 | Lupi Santa Croce  | 25-20, 25-19, 25-17               |
| 21ª Giornata - 25 febbraio 2023 PalaMaiata, Vibo Valentia           | Callipo             | 3 - 0 | Porto Viro        | 25-22, 25-21, 25-13               |
| 22ª Giornata - 5 marzo 2023 Palazzetto dello Sport, Porto Viro      | Porto Viro          | 3 - 0 | New Mater         | 25-11, 25-22, 25-23               |
| 23ª Giornata - 12 marzo 2023 Palasport Grottazzolina, Grottazzolina | M&G                 | 0 - 3 | Porto Viro        | 20-25, 17-25, 19-25               |
| 24ª Giornata - 19 marzo 2023 Palazzetto dello Sport, Porto Viro     | Porto Viro          | 2 - 3 | Libertas Brianza  | 25-21, 17-25, 21-25, 25-23, 13-15 |
| 25ª Giornata - 26 marzo 2023 Palasport Villa D'Agri, Marsicovetere  | Rinascita Lagonegro | 1 - 3 | Porto Viro        | 16-25, 28-26, 23-25, 22-25        |
| 26ª Giornata - 2 aprile 2023 Palazzetto dello Sport, Porto Viro     | Porto Viro          | 3 - 2 | Porto Robur Costa | 25-22, 23-25, 23-25, 25-16, 17-15 |

#### Play-off promozione
| Quarti di finale (gara 1) - 16 aprile 2023 Palazzetto dello Sport, Porto Viro | Porto Viro      | 1 - 3 | Olimpia Bergamo | 24-26, 20-25, 25-22, 21-25 |
| Quarti di finale (gara 2) - 19 aprile 2023 Palazzetto dello Sport, Bergamo    | Olimpia Bergamo | 3 - 1 | Porto Viro      | 18-25, 25-23, 26-24, 25-20 |

### Coppa Italia di Serie A2

#### Coppa Italia di Serie A2
| Quarti di finale - 29 dicembre 2022 PalaGrotte, Castellana Grotte | New Mater | 3 - 0 | Porto Viro | 25-19, 25-23, 25-9 |

## Statistiche

### Statistiche di squadra
| Competizione             | Punti | In casa | In casa | In casa | In trasferta | In trasferta | In trasferta | Totale | Totale | Totale |
| Competizione             | Punti | G       | V       | P       | G            | V            | P            | G      | V      | P      |
| ------------------------ | ----- | ------- | ------- | ------- | ------------ | ------------ | ------------ | ------ | ------ | ------ |
| Serie A2                 | 46    | 14      | 11      | 3       | 14           | 5            | 9            | 28     | 16     | 12     |
| Coppa Italia di Serie A2 |       | 0       | 0       | 0       | 1            | 0            | 1            | 1      | 0      | 1      |
| Totale                   | -     | 14      | 11      | 3       | 15           | 5            | 10           | 29     | 16     | 13     |

G = partite giocate; V = partite vinte; P = partite perse 

### Statistiche dei giocatori
| Giocatore    | Serie A2 | Serie A2 | Serie A2 | Serie A2 | Serie A2 | Coppa Italia di Serie A2 | Coppa Italia di Serie A2 | Coppa Italia di Serie A2 | Coppa Italia di Serie A2 | Coppa Italia di Serie A2 | Totale | Totale | Totale | Totale | Totale |
| Giocatore    | P        | PT       | AV       | MV       | BV       | P                        | PT                       | AV                       | MV                       | BV                       | P      | PT     | AV     | MV     | BV     |
| ------------ | -------- | -------- | -------- | -------- | -------- | ------------------------ | ------------------------ | ------------------------ | ------------------------ | ------------------------ | ------ | ------ | ------ | ------ | ------ |
| R. Barone    | 23       | 110      | 74       | 32       | 4        | 1                        | 1                        | 1                        | 0                        | 0                        | 24     | 111    | 75     | 32     | 4      |
| G. Bellei    | 22       | 128      | 116      | 10       | 2        | 1                        | 11                       | 8                        | 3                        | 0                        | 23     | 139    | 124    | 13     | 2      |
| A. Erati     | 20       | 182      | 119      | 58       | 5        | 1                        | 4                        | 3                        | 1                        | 0                        | 21     | 186    | 122    | 59     | 5      |
| F. Garnica   | 28       | 58       | 30       | 9        | 19       | 1                        | 1                        | 0                        | 1                        | 0                        | 29     | 59     | 30     | 10     | 19     |
| R. Iervolino | 11       | 35       | 31       | 1        | 3        | 1                        | 0                        | 0                        | 0                        | 0                        | 12     | 35     | 31     | 1      | 3      |
| B. Krzysiek  | 28       | 390      | 343      | 18       | 29       | 1                        | 1                        | 1                        | 0                        | 0                        | 29     | 391    | 344    | 18     | 29     |
| E. Lamprecht | 7        | 0        | 0        | 0        | 0        | 0                        | 0                        | 0                        | 0                        | 0                        | 7      | 0      | 0      | 0      | 0      |
| G. Maccarone | 5        | 5        | 2        | 3        | 0        | 1                        | 0                        | 0                        | 0                        | 0                        | 6      | 5      | 2      | 3      | 0      |
| M. Pierotti  | 28       | 338      | 288      | 24       | 26       | 1                        | 8                        | 6                        | 1                        | 1                        | 29     | 346    | 294    | 25     | 27     |
| D. Russo     | 28       | 0        | 0        | 0        | 0        | 1                        | 0                        | 0                        | 0                        | 0                        | 29     | 0      | 0      | 0      | 0      |
| F. Sette     | 28       | 22       | 199      | 10       | 20       | 1                        | 7                        | 5                        | 2                        | 0                        | 29     | 236    | 204    | 12     | 20     |
| M. Sperandio | 27       | 173      | 95       | 70       | 8        | 1                        | 2                        | 1                        | 1                        | 0                        | 28     | 175    | 96     | 71     | 8      |
| F. Vedovotto | 18       | 36       | 29       | 7        | 0        | 1                        | 0                        | 0                        | 0                        | 0                        | 19     | 36     | 29     | 7      | 0      |
| E. Zorzi     | 21       | 2        | 2        | 0        | 0        | 1                        | 0                        | 0                        | 0                        | 0                        | 22     | 2      | 2      | 0      | 0      |

P = presenze; PT = punti totali; AV = attacchi vincenti; MV = muri vincenti; BV = battute vincenti